# Krtine
Krtine su naseljeno mjesto u općini Vitez, Federacija Bosne i Hercegovine, BiH.

## Stanovništvo

### 1991.
Nacionalni sastav stanovništva 1991. godine, bio je sljedeći:
ukupno: 79
- Hrvati - 79

### 2013.
Nacionalni sastav stanovništva 2013. godine, bio je sljedeći:
ukupno: 48
- Hrvati - 48